# Lukas Baum
Pour les articles homonymes, voir Baum.
Lukas Baum, né le 28 février 1995 à Spire, est un coureur cycliste allemand. Il est spécialiste notamment du VTT cross-country et du cyclo-cross.

## Palmarès en VTT

### Championnats du monde
- Pietermaritzburg 2013
  -  Champion du monde de cross-country juniors
- Glentress Forest 2023
  -  Médaillé de bronze du cross-country marathon

### Coupe du monde
- Coupe du monde de cross-country
  - 2018 : 106e du classement général

### Championnats d'Europe
- Berne 2013
  -  Champion d'Europe de cross-country juniors
- Viborg 2024
  -  Champion d'Europe de cross-country marathon

### Championnats nationaux
- 2012
  -  Champion d'Allemagne de cross-country juniors
- 2013
  -  Champion d'Allemagne de cross-country juniors
- 2016
  -  Champion d'Allemagne de cross-country espoirs
- 2017
  - 3e du championnat d'Allemagne de cross-country espoirs

## Palmarès en cyclo-cross
- 2016-2017
  -  Champion d'Allemagne de cyclo-cross espoirs

## Palmarès sur route
- 2015
  - 4e étape du Tour de l'Oder